# NGC 6103
NGC 6103 est une galaxie spirale relativement éloignée et située dans la constellation de la Couronne boréale. Sa vitesse par rapport au fond diffus cosmologique est de 9 510 ± 5 km/s, ce qui correspond à une distance de Hubble de 140,3 ± 9,8 Mpc (∼458 millions d'al). NGC 6103 a été découverte par l'astronome germano-britannique William Herschel en 1791.
Selon la base de données Simbad, NGC 6103 est une radiogalaxie.

## Supernova
La supernova SN 2012fj a été découverte dans NGC 6103 le 19 septembre 2012 par l'astronome amateur britannique Ron Arbour. Cette supernova était de type II.